# ハイパー核
ハイパー核（ハイパーかく、英: Hypernucleus）とはストレンジネスを持つバリオンであるハイペロンを含んだ原子核の総称である。

## 概要
通常の原子核は核子（中性子と陽子）の結合状態と考えられている。核子は、6種類のクォークのうち、アップクォークとダウンクォークという2種計3個のクォークだけから構成されているバリオン（重粒子）である。これに対して、ストレンジクォークを含んでいるバリオンをハイペロン（重核子）といい、ハイペロンを含む原子核の事をハイパー核という。この様に、素粒子物理学では、接頭語句ハイパー(hyper-)はストレンジクォークを含む粒子全般に使われる。というのも、ストレンジはアップやダウンに比べて、遥かに静止質量が大きいクォークだからである。なお、チャームクォークを含むバリオンはスーペロン、それを含む原子核をスーパー核という。
これらハイペロンは、アイソスピンとsクォークの数で分類され、以下の種類が存在する。
|               | ΛΣ  | Ξ   | Ω |
| ------------- | --- | --- | - |
| アイソスピン  | 0 1 | 1/2 | 0 |
| sクォークの数 | 1   | 2   | 3 |

そして、これら（Λ,Σ,Ξ,Ω）は陽子p、中性子nとあわせてバリオン八重項を成している。また、核子と違ってハイペロンの寿命は全てns以下という短寿命である。従って、ハイパー核は不安定な原子核であり、安定した状態では存在出来ない（ただし、中性子星の内部に安定状態での存在が期待されている）。
ハイペロンの中で最初に発見されたΛは、1953年に宇宙線に曝したエマルションに写っていた事象(event)から質量欠損を求める事で発見された。その後、宇宙線を利用した様々なハイパー核研究が行われたが、宇宙線は制御出来ない高エネルギー粒子であるので、現在はそのほとんどが加速器を使って行われている。
この様なハイパー核を研究する事で主に以下の情報を得る事が出来る。
(a)、YN相互作用
(b)、核構造
(a)、YN相互作用とはハイペロン-核子間に働く強い相互作用（強い力）の事である。この強い相互作用は未だ完全には解明されていない相互作用であり、NN（核子-核子間）相互作用は既に良く調べられている。それに対してYN相互作用はハイペロンの種類によってその力の大きさは異なり、更には斥力になるものもあると予想されている。従って、様々なYN相互作用を調べる事は強い相互作用の解明に非常に大きな役割を果たすものと期待されている。
(b)、核構造は液滴模型や殻模型など様々なモデルが提唱されて来た。それは非常に高密度な物質である原子核の内部を調べる事が非常に困難であったからである。それに対して、核子と異なる量子数を持つハイペロンはパウリの排他律を受けないので、核深部に束縛する事が出来る。従って、ハイペロンが核内のどこに束縛されたのかを調べる事は核構造を明らかにする上で非常に強力な手法である（これはハイペロンが核子とは異物であるからこそ出来る事である）。
この様なハイパー核研究はハイパー核分光 (Hypernuclear spectroscopy)と呼ばれる。これは、生成されたハイパー核のエネルギー準位を調べることを分光学になぞらえた物である。現在主に行われているハイパー核分光の実験は、
- {\displaystyle \pi ^{+}+n\rightarrow K^{+}+\Lambda }
- {\displaystyle K^{-}+n\rightarrow \pi ^{-}+\Lambda }

などのハドロン相互作用を用いたものと
- {\displaystyle \gamma ^{*}+p\rightarrow K^{+}+\Lambda }

（ここで{\displaystyle \gamma ^{*}}は仮想光子、実際には電子ビームを原子核と相互作用させて作る）の電磁相互作用を利用したものとがある。
原子核でのハイペロンのエネルギー準位を調べるためには、上記の相互作用の初期状態の二つの粒子エネルギーと運動量、そして終状態からはハイペロン以外の粒子のエネルギーと運動量を測定する。これによってエネルギー・運動量の保存則からハイペロンのエネルギーが求められる。
またハイパー核中でのハイペロンのエネルギー準位はいつも基底状態にいるわけではなく、（通常の原子核でもみられるように）励起状態も存在する。励起状態から低いエネルギー状態に移動（遷移）するときにγ線が放出される。このガンマ線を正確に測定することによる研究は、ハイパー核γ線分光(Hypernuclear γ-ray spectroscopy)と呼ばれている。